# Histona deacetilasa 3
La histona deacetilasa 3 (HDAC3) es una enzima codificada en humanos por el gen hdac3.

## Función
Las histonas juegan un papel crucial en la regulación de la transcripción, en la progresión del ciclo celular y en procesos de desarrollo. La acetilación/desacetilación de histonas altera la estructura del cromosoma, variando así la accesibilidad de los factores de transcripción al ADN. La HDAC3 pertenece a la familia de histona deacetilasas acuc/alfa. Esta proteína tiene actividad histona deacetilasa y reprime la transcripción cuando se une a los promotores diana. Podría participar en la regulación de la transcripción a través de su unión con el factor de transcripción con dedos de zinc YY1. HDAC3 también puede reprimir la función de p53 y así modular la proliferación celular y la apoptosis. El gen hdac3 es un potencial supresor tumoral.

## Interacciones
La histona deacetilasa 3 ha demostrado ser capaz de interaccionar con:
- HDAC9[4][5]
- HDAC7A[6]
- Proteína del retinoblastoma[7][8]
- RBBP4[9]
- Receptor testicular[10][11][12]
- MAP3K7IP2[13]
- PPAR delta[11][14]
- GTF2I[15][16]
- HDAC5[17][18][19][20]
- RELA[21]
- MAPK11[22]
- TBL1X[19][23]
- NCOR1[24][25][18][6][19][26][27]
- Ciclina D1[28][29]
- NCOR2[24][25][23][18][30][26][27]
- ZBTB33[24]
- SUV39H1[31]
- PPAR gamma[11][7]
- TCP1[30]
- HDAC4[17][18][6][20]
- CBFA2T3[32][33]
- GPS2[19]
- YY1[34][35]
- RUNX2[36]
- GATA1[37]
- GATA2[38]
- Proteína de la leucemia promielocítica[39]
- Ubiquitina C.[40]